# Conus sumatraensis
Conus sumatraensis é uma espécie de gastrópode do gênero Conus, pertencente a família Conidae.